# Natalité en France
Pour un article plus général, voir Démographie de la France.
La natalité en France mesure le nombre de naissances vivantes sur le territoire national pendant une période donnée. Elle est caractérisée par différents indicateurs qui permettent d'évaluer les dynamiques de son évolution : le taux de natalité, le taux de fécondité, l'indicateur conjoncturel de fécondité, la descendance finale.
Stable à un million par an dans le deuxième tiers du XIXe siècle, le nombre des naissances vivantes (territoire actuel) diminue à partir de 1885 jusqu’à la Seconde Guerre mondiale. Après la Libération, la France connaît un baby-boom, comme la plupart des pays industriels. Pendant près de 30 ans, de 1946 à 1974, le nombre annuel de naissances vivantes dépasse 800 000, et même 850 000 dans les années 1947 à 1950, 1963 à 1966, puis 1970 à 1973. En 2024, ce nombre est estimé à 663 000, en baisse par rapport à 2023 (−14 803 naissances, soit -2,2 %) et, plus globalement, par rapport à 2010 (832 799 naissances, soit - 21,5 %), exception faite de la reprise de 2021, où le nombre de naissances augmente à la suite d’un creux observé neuf mois après le confinement du printemps 2020, mis en place lors de la crise sanitaire liée au Covid-19. En 2024, Mayotte possède le taux de fécondité le plus élevé du pays avec 3,6 naissances par femme contre 1,6 en métropole.
Le taux de natalité, rapport du nombre de naissances vivantes de l'année à la population totale moyenne de l'année, évolue de 23 ‰ en 1901 à 9,7 ‰ en 2024.
Les taux de fécondité des femmes de moins de 30 ans sont en baisse depuis les années 2000. Celui des femmes de 30 à 34 ans est aussi en baisse, mais seulement depuis les années 2010 : de 13,1 enfants pour 100 femmes en 2014 à 12,6 en 2019 et 11,5 en 2023.
L'indicateur conjoncturel de fécondité évolue de 5,5 enfants par femme vers 1750 à 2,1 avant 1939. Après la Libération, on assiste à une modification sensible et durable des comportements. De 1946 à 1966, le niveau élevé de la fécondité tranche avec celui des autres décennies du siècle. L'indicateur conjoncturel de fécondité se maintient au-dessus de 2,6 pendant vingt ans. Il augmente de 1980 à 1982 du fait de la hausse momentanée des naissances de deuxièmes, troisièmes et quatrièmes enfants. Il diminue dans la première moitié des années quatre-vingt-dix (1,66 enfant par femme en 1993 et 1994) et se relève les années suivantes jusqu'à 2,03 en 2010. Mais depuis 2010 il est en diminution pour atteindre 1,62 en 2024.
Sur le plan de l'évolution des naissances par rapport à la composition familiale, plusieurs constatations peuvent être faites. On contate par exemple une forte progression des naissances issues de parents immigrés : le taux de naissances issues d’au moins un parent immigré passe de 23 % en 1998 (soit 177 176 sur 767 906 naissances) à 32 % en 2022 (235 024 sur 725 997). Les naissances hors mariage augmentent fortement : elles ne constituaient que 9 % des naissances en 1901, mais atteignent en 2023 le taux de 64 %.
L’infertilité touche un nombre croissant d’hommes et de femmes dans les pays industrialisés et notamment en France où la situation est jugée particulièrement inquiétante dans un rapport de 2022. Pour compenser cette infertilité, certains couples ont recours à la procréation médicalement assistée. Près de 27 000 enfants sont nés d’une assistance médicale à la procréation réalisée au cours de l'année 2022, dont 7 % d’enfants issus d’un don (près de 1 920 enfants).

## Naissances

### Naissances en 2022-2024

#### 663 000 naissancesen 2024
Selon l'Insee, 663 000 bébés sont nés en 2024 en France, sur le territoire dit de la « France entière » (FE), formé par la métropole et cinq départements d'outre-mer (Martinique, Guadeloupe, Guyane, Mayotte et La Réunion), donc à l’exclusion des autres outre-mer (Nouvelle-Calédonie, Wallis et Futuna, Polynésie française, Saint-Martin, Saint-Barthélemy et Saint-Pierre-et-Miquelon).
Ce nombre est en baisse de -2,2 % par rapport à 2023 (−14 803 naissances), une nouvelle baisse, après la baisse spectaculaire entre 2022 et 2023, la plus forte depuis la fin du baby-boom au milieu des années 1970, et -20,4 % par rapport à 2010, dernier point haut,.
- Représentation graphique de l'évolution récente[6].

Comme on peut le voir sur la représentation graphique, une baisse des naissances assez régulière a été constatée depuis le plus haut atteint en 2010 à 832 799 enfants. Elle s'explique en partie par la baisse du nombre de jeunes femmes en âge de procréer, conjuguée à la baisse continue du Taux de fécondité.
Toutefois, une nette accélération de la baisse s'est produite à partir de 2022 et surtout 2023. Alors même que le nombre de jeunes femmes a recommencé à augmenter depuis 2020, du fait du mini baby boom qui s'est amorcé en 1995. Ceci est d'ailleurs confirmé par la baisse de  l'Indicateur conjoncturel de fécondité qui est passé de 1,83 en 2021 à 1,62.

#### Différenciation par sexe: 105 garçons pour 100 filles
Les 725 997 enfants nés vivants recensés au cours de l'année 2022 sur le territoire de la France entière se répartissent en 371 309 garçons et 354 688 filles, soit un ratio de 104,7 garçons pour 100 filles. Pour la France métropolitaine, le ratio est quasiment identique (104,8). En réalité ce ratio est sensiblement le même depuis 1901, évoluant entre 104 (103,73 en 1936) et 106 garçons (106,39 en 1920) pour 100 filles. Ce ratio de 105 garçons pour 100 filles peut être constaté dans tous les pays du monde, sauf en Chine et en Inde où ce « rapport de masculinité » dépasse parfois 120 garçons pour 100 filles, mais aucune explication scientifique n'a pu jusqu'à présent être donnée,.
La même année, 8 912 enfants sont nés sans vie en 2022 sur la France entière, se répartissant en 4 870 garçons et 4 042 filles, soit un ratio de 120,5 garçons sans vie pour 100 filles sans vie. En 1901, 32 410 étaient nés sans vie sur la France métropolitaine.

### Évolution chronologique

#### XIXesiècle
Stable à un million par an dans le deuxième tiers du XIXe siècle, le nombre des naissances vivantes (territoire actuel) diminue à partir de 1885 jusqu’à la Seconde Guerre mondiale. De 1946 à 1973, il redevient comparable à ce qu’il était au début du siècle, et, depuis 1974, à ce qu’il était dans la seconde moitié des années vingt. De son côté, le nombre des décès n’a cessé de baisser pendant la première moitié du siècle avant de se stabiliser : il est de l’ordre d’un demi-million par an depuis 1946. La croissance naturelle de la population, faible avant 1946, est largement positive depuis lors.

#### Diminution avant la Seconde Guerre mondiale

Graphique des naissances vivantes en France métropolitaine sur la période 1901-2023.

Le nombre de naissances vivantes passe au-dessous de 900 000 en 1903 et ne s’élève plus qu’à 758 000 en 1914. Ensuite, la Première Guerre mondiale bouleverse le paysage démographique. La séparation des couples et la baisse de la nuptialité conduisent à l’effondrement de la natalité : 385 000 naissances en 1916, moitié moins qu’en 1914. Les naissances dépassent de nouveau le demi-million en 1919, une partie des conceptions ayant eu lieu après l’Armistice. La récupération, qui s’achève dès 1921, est des plus modestes. Supposant que la fécondité ait, en l’absence de guerre, continué à baisser légèrement comme c’était le cas depuis plusieurs décennies, on a évalué à 1 600 000 les naissances manquantes entre 1914 à 1919 et à 300 000 seulement l’excédent enregistré de 1920 à 1924.
Le nombre de naissances vivantes recommence à décroître dès 1922 : il devient inférieur à 800 000, puis à 700 000 à partir de 1933. Alors que la fécondité, mesurée par l’indicateur conjoncturel de fécondité, remonte légèrement de 1936 à 1939, le nombre des naissances poursuit sa diminution durant ces années pour devenir inférieur à celui des décès en 1935. Ce déficit des naissances provient du passage des classes creuses nées de 1915 à 1919 conçues pendant la Première Guerre mondiale aux Ages de fécondité. Elles en sortent peu à peu dans la seconde moitié des années quarante.

#### Deux plateaux après la Seconde Guerre mondiale

Graphique des naissances vivantes en France sur la période 1957-2023.

En France, la Seconde Guerre mondiale a séparé moins de couples que la guerre de 1914-1918. Entre 1939 et 1941, le nombre de naissances ne diminue que de 15 % et remonte dès 1942.
Après la Libération, la France connaît un baby-boom, comme la plupart des pays industriels. Pendant près de 30 ans, de 1946 à 1974, le nombre annuel de naissances vivantes dépasse 800 000, et même 850 000 dans les années 1947 à 1950, 1963 à 1966, puis 1970 à 1973. La fécondité diminue dès 1965, mais la baisse est compensée jusqu’en 1973 par l'arrivée des premières générations nombreuses du baby-boom à l'âge de la maternité. Et le nombre de naissances ne se réduit que de 12 % entre les périodes 1961-1965 et 1976-1980 (passant de 857 000 à 752 000 en moyenne), tandis que l’indicateur conjoncturel décroît de 35 %, passant de 2,86 à 1,86 enfant par femme.
Si les taux de fécondité par âge étaient demeurés identiques à ceux de 1967, le nombre des naissances aurait grimpé à un million en 1974 et 1,1 million en 1982 (au lieu de 800 000 observés ces deux années). Or, il chute brusquement après 1973 : moins 100 000 en deux ans, soit une baisse de 13 %. Depuis 1975, l'effectif des naissances reste inférieur à 800 000, sauf en 1980 et 1981, mais ne tend pas à diminuer.
À l’extrême fin du siècle, un nouveau facteur contribue à maintenir les naissances à un niveau modéré : l’effectif des mères potentielles - définies comme les femmes de 13 à 54 ans -diminue avec l’arrivée progressive aux âges de procréation des générations moins nombreuses nées à partir de 1974. Dès lors, à fécondité constante, le nombre de naissances diminue. Ainsi, bien que l’indicateur conjoncturel de fécondité atteigne le même niveau en 1991 et en 1999 (1,77 enfant par femme), on a enregistré 15 000 naissances en moins en 1999.

#### Effondrement continu depuis 2010
Le nombre de naissances est en baisse depuis 2010, exception faite de la reprise de 2021, où le nombre de naissances augmente à la suite d’un creux observé neuf mois après le confinement du printemps 2020, mis en place lors de la crise sanitaire liée au Covid-19.
Les causes de cette baisse sont multi-factorielles. Selon Stéphane Ravier (RN), il s'agit d’incertitude sur l'avenir, d'éco-anxiété, d'insécurité financière, d'augmentation de l'infertilité.
En 2020, Jérôme Fourquet suggérait que les changements de politique familiale notamment sous le gouvernement Ayrault pouvaient également avoir eu un impact négatif (mise sous condition de ressources des allocations familiales, imposition de la majoration de retraite pour les retraités ayant élevé des enfants, réduction de la Prestation d’accueil jeune enfant (Paje) pour les ménages au-dessus d’un certain niveau de revenus et suppression de la demi-part de quotient familial pour les veufs et veuves..) Il s'appuyait sur une enquête de l'Ifop de 2016 : 44 % des foyers se déclaraient concernés par une ou plusieurs mesures d'économie réalisées ; et pour 51 % des Français, ces mesures étaient de nature à conduire de futurs parents à différer une naissance (dont 62 % parmi les foyers ayant déjà au moins deux enfants).

#### Impact de la pandémie de Covid-19 sur la natalité
En réponse à la pandémie de Covid-19, la France met en place à deux reprises un confinement de sa population : la première fois du 17 mars 2020 jusqu'au 11 mai 2020 et la deuxième fois du 30 octobre 2020 jusqu'au 15 décembre 2020.
Les effets de ces confinements et de la crise sanitaire en général sur la natalité ne seront connus qu'au cours de l'année 2021. Des chercheurs s'attendent toutefois à une baisse significative du nombre de naissances dans les pays développés.
Pour le mois de décembre 2020, soit environ neuf mois après le premier confinement, les naissances diminuent de 7,3 % en France par rapport à l'année précédente.

### Cas particulier de Mayotte:4,2 naissancespar jour en 2022 contre 1,8 en métropole
Mayotte connaît, du fait de ces flux migratoires, une croissance démographique hors de toute maîtrise et extrêmement préoccupante. La population a été multipliée par quatre entre 1985 et 2020. Elle a été officiellement estimée par l’Institut national de la statistique et des études économiques (INSEE), au début de l’année 2022, à 310 000 habitants. D’après la préfecture de Mayotte, un peu moins de 50 % de la population serait de nationalité étrangère, soit entre 140 000 et 150 000 personnes. Entre un tiers et la moitié de la population seraient en situation irrégulière ; la préfecture estime ce chiffre compris entre 70 000 et 100 000 personnes. L’explosion démographique s’observe au premier chef dans le nombre annuel de naissances.
En 2022, 10 730 enfants sont nés de mères domiciliées à Mayotte, soit un nouveau niveau record. En 2019, il y avait eu 9 770 naissances. Mayotte est ainsi la première maternité de France, enregistrant 30 naissances par jour en novembre, et même plus de 1000 par mois en mars, avril et mai 2021. En moyenne, 4,2 enfants ont vu le jour au Centre hospitalier de Mayotte, contre 1,8 en Métropole.
| Année                       | 2014  | 2015  | 2016  | 2017  | 2018  | 2019  | 2020  | 2021   | 2022   | 2023   | 2024  |
| --------------------------- | ----- | ----- | ----- | ----- | ----- | ----- | ----- | ------ | ------ | ------ | ----- |
| Naissances (nombre)         | 7 310 | 9 000 | 9 500 | 9 760 | 9 590 | 9 770 | 9 180 | 10 610 | 10 730 | 10 280 | 8 910 |
| Naissances (évolution en %) | //    | 23,1  | 5,5   | 2,8   | -1,8  | 1,9   | -6    | 15,6   | 1,1    | -4     |       |
| Décès (nombre)              | 590   | 640   | 710   | 740   | 760   | 780   | 970   | 1140   | 970    | 960    |       |
| Solde naturel (nombre)      | 6 720 | 8 360 | 8 790 | 9 030 | 8 830 | 8 990 | 8 210 | 9 470  | 9 760  | 9 320  |       |

En 2024, on assiste à une baisse significative des naissances à Mayotte, et l'indicateur de fécondité tombe à 3,6 enfants par femme.

### Accouchements multiples
Au début du XXIe siècle, en France, seize accouchements sur mille donnent naissance à deux enfants, les femmes âgées ont plus fréquemment des jumeaux que les femmes jeunes,.
La base de données sur les naissances multiples (HMBD), un projet financé par l'Agence nationale de la recherche, a été développée pour mieux connaître la gémellité et les naissances multiples,,.
| Année | Total accouchements | Doubles | Triples | Quadruples | Quintuples | Taux d'accouchements doubles (jumeaux) pour 1000 accouchements |
| ----- | ------------------- | ------- | ------- | ---------- | ---------- | -------------------------------------------------------------- |
| 2013  | 775 938             | 13 229  | 197     | 7          | 0          | 17                                                             |
| 2014  | 775 300             | 13 528  | 179     | 4          | 0          | 17,4                                                           |
| 2015  | 754 756             | 13 179  | 179     | 2          | 1          | 17,5                                                           |
| 2016  | 739 346             | 12 847  | 188     | 3          | 1          | 17,4                                                           |
| 2017  | 724 925             | 12 458  | 167     | 8          | 0          | 17,2                                                           |
| 2018  | 715 159             | 12 146  | 156     | 6          | 0          | 17                                                             |
| 2019  | 709 850             | 11 443  | 181     | 3          | 1,2        | 16,1                                                           |
| 2020  | 693 520             | 10 835  | 149     | 3          | 2          | 15,6                                                           |
| 2021  | 699 074             | 10 868  | 159     | 7          | 0          | 15,5                                                           |
| 2022  | 683 705             | 10 768  | 141     | 5          | 2          | 15,7                                                           |

## Taux de natalité
Le taux de natalité est le rapport du nombre de naissances vivantes de l'année à la population totale moyenne de l'année.

### Évolution: de23‰en 1901 à9,9‰en 2023

Graphique des taux de natalité sur la période 1994-2024,.

Du début du XXe siècle à la Libération, la population française s’élève autour de 40 millions d’habitants et n’évolue pas, car les nombres annuels de naissances et de décès sont proches et régressent à peu près au même rythme. La stabilité du nombre d’habitants explique que les évolutions du taux de natalité et de l’effectif des naissances soient parallèles pendant la première moitié du siècle. Elles divergent après 1950 à cause de l’accroissement rapide de la population : le taux de natalité ne cesse de baisser, contrairement au nombre des naissances.
Le taux de natalité passe de 23 ‰ en 1901 — taux le plus élevé du siècle — à 15 ‰ en 1938 et 1939, descendant sous la barre des 10 ‰ en 1916. En 1947, il retrouve à peu près son niveau de 1920 (21,5 ‰), alors que l’effectif des naissances est 4 % supérieur et l’indicateur conjoncturel de fécondité 13 % plus élevé. Le taux de natalité diminue rapidement après 1947. Ce mouvement de baisse s’accélère de 1972 à 1976 et s’interrompt momentanément en 1980. Le nombre de naissances pour 1 000 habitants est à son minimum en 1994 (12,3 ‰). Il tend à remonter légèrement par la suite, jusqu’à 12,7 ‰ de 1996 à 1999.
Après avoir atteint un pic en 2010, le taux de natalité baisse de manière continue jusqu'en 2024 avec 9,7 naissances pour 1 000 habitants.

#### Comparaison européenne
Au 1er janvier 2024, la population européenne s'élève à 449 206 579 habitants. Avec 3 665 142 naissances en 2023, le taux de natalité moyen en Europe est de 8,2 naissances pour mille habitants. Avec un taux de 9,9 ‰, la France est, avec Chypre et l'Irlande, un des trois pays avec le taux de natalité le plus élevé.

Taux de natalité par pays en Europe en 2023.

## Taux de fécondité

### Baisse des taux de fécondité des femmes de moins de 30 ans depuis les années 2000
Le taux de fécondité des femmes de 30 à 34 ans a baissé : de 13,1 enfants pour 100 femmes en 2014 à 12,6 en 2019 et 11,1 en 2024,. En 2024, l’âge moyen à la maternité poursuit sa hausse tendancielle et s’élève à 31,1 ans, contre 29,5 ans vingt ans plus tôt.

Taux de fécondité pour deux années de référence : 2003 et 2023.

| Année | Taux de fécondité (en nombre de naissances pour 100 femmes) | Taux de fécondité (en nombre de naissances pour 100 femmes) | Taux de fécondité (en nombre de naissances pour 100 femmes) | Taux de fécondité (en nombre de naissances pour 100 femmes) | Taux de fécondité (en nombre de naissances pour 100 femmes) | Âge moyen à la maternité |
| Année | 15-24 ans                                                   | 25-29 ans                                                   | 30-34 ans                                                   | 35-39 ans                                                   | 40-50 ans                                                   | Âge moyen à la maternité |
| ----- | ----------------------------------------------------------- | ----------------------------------------------------------- | ----------------------------------------------------------- | ----------------------------------------------------------- | ----------------------------------------------------------- | ------------------------ |
| 2003  | 3,3                                                         | 12,9                                                        | 11,9                                                        | 5,3                                                         | 0,6                                                         | 29,5                     |
| 2013  | 3                                                           | 12,4                                                        | 13                                                          | 6,7                                                         | 0,8                                                         | 30,2                     |
| 2018  | 2,3                                                         | 11                                                          | 12,7                                                        | 6,9                                                         | 0,9                                                         | 30,6                     |
| 2019  | 2,3                                                         | 10,8                                                        | 12,6                                                        | 7                                                           | 0,9                                                         | 30,7                     |
| 2020  | 2,2                                                         | 10,4                                                        | 12,4                                                        | 6,9                                                         | 0,9                                                         | 30,8                     |
| 2021  | 2,1                                                         | 10,3                                                        | 12,7                                                        | 7,2                                                         | 0,9                                                         | 30,9                     |
| 2022p | 2                                                           | 9,9                                                         | 12,3                                                        | 7,1                                                         | 1                                                           | 31                       |
| 2023p | 1,9                                                         | 9,1                                                         | 11,3                                                        | 6,7                                                         | 0,9                                                         | 31                       |
| 2024p | 1,9                                                         | 8,8                                                         | 11,1                                                        | 6,7                                                         | 1                                                           | 31,1                     |

### Taux de fécondité par région
En 2022, on peut distinguer quatre profils de régions différents : celles avec une fécondité relativement précoce (pic entre 25 et 29 ans) majoritairement situées dans la moitié nord et le centre de la France métropolitaine ([anciennes régions Picardie, Nord-Pas-de-Calais, Centre-Val de Loire, Bourgogne, Poitou-Charentes), celles avec une fécondité relativement tardive (pic entre 30 et 34 ans) majoritairement situées sur l'Arc Atlantique et le Sud de la France métropolitaine (Provence-Alpes-Côte d’Azur, Bretagne, Aquitaine, Midi-Pyrénées, Languedoc-Roussillon) , les départements d’outre-mer (avec des taux à 20-24 ans plus élevés qu’ailleurs) et les départements métropolitains atypiques (Corse avec des taux très faibles et un plateau à 25-34 ans ; Île-de-France avec un pic très élevé à 30-34 ans).

## Indicateur conjoncturel de fécondité

### Définitions
L'indicateur conjoncturel de fécondité correspond au nombre d'enfants qu'aurait une femme, si les taux de fécondité observés l'année considérée à chaque âge demeuraient inchangés.
Le seuil de remplacement des générations correspond au nombre moyen d’enfants par femme nécessaire pour que chaque génération en engendre une suivante de même effectif. Il est fixé à 2,05 enfants par femme, parce que pour 105 garçons il naît 100 filles. Toutefois pour assurer le simple remplacement des générations, il faut tenir compte aussi du fait que tous les bébés n'arriveront pas à l'âge de la reproduction, puisqu'il en meurt un certain nombre avant la puberté (surtout au cours de la première année ; en 2013, la mortalité infantile est de 3,5 pour mille).
La diminution très forte de la mortalité au cours du XXe siècle a considérablement réduit le niveau de fécondité nécessaire au remplacement. Ainsi l'espérance de vie féminine est passée en France de 48,9 ans en 1901 à 80,7 ans en 1989, entraînant le seuil de remplacement de 2,9 à moins de 2,1 enfants par femme en 1990 et à 2,07 dans les années 2010.
| Année | ICF assurant le renouvellement de la population | ICF brut       | ICF brut               | ICF brut | Taux de natalité |
| Année | ICF assurant le renouvellement de la population | France entière | France métropolitaine, | DROM     | Taux de natalité |
| ----- | ----------------------------------------------- | -------------- | ---------------------- | -------- | ---------------- |
| 1903  | 2,88                                            |                | 2,9                    |          |                  |
| 1910  | 2,68                                            |                | 2,57                   |          |                  |
| 1920  | 2,72                                            |                | 2,7                    |          |                  |
| 1930  | 2,46                                            |                | 2,3                    |          |                  |
| 1940  | 2,44                                            |                | 2                      |          |                  |
| 1950  | 2,21                                            |                | 2,95                   |          |                  |
| 1960  | 2,13                                            |                | 2,74                   |          |                  |
| 1970  | 2,12                                            |                | 2,48                   |          |                  |
| 1980  | 2,1                                             |                | 1,95                   |          | 14,8             |
| 1990  | 2,09                                            |                | 1,78                   |          | 13,4             |
| 2000  | 2,08                                            | 1,89           | 1,87                   | 2,45     | 13,1             |
| 2010  | 2,07                                            | 2,03           | 2,02                   | 2,39     | 12,8             |
| 2020  | 2,07                                            | 1,82           | 1,78                   | 2,78     | 10,9             |
| 2021  | 2,07                                            | 1,83           |                        |          |                  |
| 2022  | 2,07                                            | 1,78           |                        |          |                  |
| 2023  | 2,07                                            | 1,66           | 1,64                   |          | 9,9              |
| 2024  | 2,07                                            | 1,62           | 1,59                   |          | 9,7              |

### Fécondité auxXVIIIeetXIXesiècles

#### Baisse de la fécondité depuis leXVIIIesiècle:5,5 enfantspar femme vers 1750 à 2,1 avant 1939

Graphique des indicateurs conjoncturels de fécondité - période 1740-2000.

En France, la baisse de la fécondité s’est amorcée dans la seconde moitié du XVIIIe siècle, peut-être dès 1750. Selon le sociologue Frédéric Le Play, les relations familiales sont transformées avec la mise en place du code civil. Mais Alain Blum, historien et démographe, situe cette transition vers 1740 voire dès le début du siècle, notamment au niveau de certaines régions françaises. Il choisit pour son étude la Normandie, le Sud-Ouest et le Sud-Est. Dès le début du siècle, des différences notables existent entre ces régions : lorsque la Normandie ou le Sud-Est du Bassin parisien présentent des descendances finales se situant entre 6 et 7 enfants, les femmes du Sud-Ouest ne mettent pas au monde plus de 5 à 5,5 enfants. Il constate une différence de comportement à partir de 1740. La Normandie révèle à nouveau une baisse remarquable dès les années 1740-1750. Une chute brutale de la fécondité va inaugurer une période de baisse ininterrompue jusqu'au début du XIXe siècle. Cette baisse se retrouve, plus progressive et par paliers mais tout aussi nette, à travers la descendance des cohortes de mariages. Par contre, nul indice de baisse, ni dans le Sud-Est du Bassin parisien, ni dans le Sud-Ouest. De fait la fécondité dans le Sud-Est du Bassin parisien demeure désespérément plane jusque vers 1780.
Cette baisse a été presque linéaire jusqu'à la Seconde Guerre mondiale malgré une pause durant le Second Empire (1851 à 1870) et un effondrement brutal lors de la Grande Guerre. L’indicateur conjoncturel de fécondité est passé de 5,5 enfants par femme vers 1750 à 2,1 avant 1939. Le taux brut de reproduction du moment passe de 2 filles par femme dans le premier quart du XIXe siècle à 1,7 environ pendant le Second Empire et à 1,4 vers 1900. Cependant, la baisse de la mortalité compense en grande partie celle de la fécondité. Aussi le taux net de reproduction du moment reste-t-il stable au XIXe siècle, oscillant autour d’une fille par femme.

#### Le désir de limiter les naissances
La baisse de la fécondité française s’explique par le désir des habitants de limiter le nombre de leurs descendants, les variations du célibat définitif ne jouant qu’un rôle mineur.
Au XVIIIe siècle, la France est un pays densément peuplé étant donné le contexte technologique et les rendements agricoles de l’époque, mais aussi les structures agraires et le partage traditionnel entre grande et petite exploitation, La mortalité baisse rapidement. Les épidémies et les famines, qui modéraient la croissance de la population, s’atténuent. L’urbanisation et l’industrialisation, qui absorbaient le trop-plein des campagnes, sont lentes par rapport à un pays comme l’Angleterre, même au XIXe siècle.
Dès le XVIIe siècle, le retard de l’âge au mariage a joué un rôle important de régulateur démographique, La nécessité d’attendre la mort des parents pour s’installer, faute de place, et le souci de ne pas parcelliser les terres dans une société de petits propriétaires paysans ont entraîné le recul de l’âge au mariage. Autour de 1700, les filles se mariaient en moyenne à 25 ans; en 1780- 1789, elles se marient en moyenne à 26,5 ans.

#### Expansion de la contraception
Une baisse de la fécondité aussi rapide et précoce qu’en France n’aurait pu se produire sans le recours à la contraception. Plusieurs facteurs culturels et socio-économiques expliquent sa diffusion précoce en France. Ce sont principalement :
- La mise en nourrice, très courante en France jusqu'à la fin du XIXe siècle. L’allaitement au sein diminue le risque de grossesse, La pratique de la mise en nourrice, entraînant une plus forte fécondité chez les femmes non allaitantes, a rendu nécessaire la contraception. Permettant des contacts entre les femmes des villes et des campagnes, elle a pu faciliter sa diffusion[36].
- La Révolution. Elle a accéléré la modification des comportements en affaiblissant les cadres traditionnels de la vie religieuse et du contrôle moral[36] ;
- Les limites du recul de l’âge au mariage. La contraception s’impose à l’intérieur des couples lorsque l’élévation de l’âge au mariage ne suffit plus à maîtriser la croissance de la population, ou lorsque le mariage précoce se maintient. Là où la contraception devient pratique courante, l’âge au mariage peut diminuer. Au début du XIXe siècle, « la France se sépare en deux groupes de régions selon le type de contrôle de la fécondité : dans les pays catholiques, la régulation malthusienne continue à jouer le rôle le plus important ; dans les pays laïcs, elle est remplacée par la contraception qui progresse rapidement. [...] En 1831, les deux méthodes de limitation des naissances font à peu près jeu égal[37]. »

D’abord limitée aux milieux aisés et à quelques régions, la pratique de la contraception se répand et les couples contracepteurs deviennent majoritaires avant le milieu du XIXe siècle. Sous la Troisième République, le désir d’ascension sociale exige de limiter sa descendance, d'où un contrôle rigoureux de la fécondité et la forte expansion des pratiques contraceptives. La pratique du retrait ou coït interrompu reste vraisemblablement la principale méthode jusqu’après la Seconde Guerre mondiale,,.

### Fécondité auXXesiècle

#### Jusqu'à la Seconde Guerre mondiale: stabilité puis légère remontée
Le XXe siècle s'ouvre sur une vive préoccupation relative à la baisse des naissances,, d’autant plus que la fécondité des pays voisins restait élevée. À la suite des lourdes pertes de la guerre de 1914-1918 et de la faible natalité, une loi datant du 31 juillet 1920 réprimant « la provocation à l’avortement et la propagande anticonceptionnelle » interdit l’information sur les procédés contraceptifs et leur diffusion. Elle ne semble pas avoir eu de répercussion sur le niveau de la fécondité. La crise économique de 1929 a vraisemblablement eu un certain impact, mais ses effets ne sont guère sensibles avant 1933, où l’ICF baisse de 0,11 enfant par rapport à 1932. Entre 1935 et 1939, la fécondité remonte légèrement.
La Seconde Guerre mondiale a eu des effets très différents de la Première. Les couples ont été moins souvent séparés. Les pertes ont été beaucoup moins lourdes et moins sélectives. La fécondité n’a fléchi que modérément et s’est redressée dès 1942. L’ICF de 1943 surpasse déjà celui de 1939, ce qui suggère que le mouvement amorcé de 1935 à 1939 se serait poursuivi en l’absence de guerre.

#### Baby-boom (1946-1972): forte élévation temporaire de la fécondité

Évolution du nombre d’enfants par femme en France métropolitaine sur la période 1945-2022, avec représentation des effets des politiques familiales, économiques et sociales.

Après la Libération, on assiste à une modification sensible et durable des comportements. De 1946 à 1966, le niveau élevé de la fécondité tranche avec celui des autres décennies du siècle. Alors qu’il était de l'ordre de 2,1 enfants par femme à la veille de la guerre, l'indicateur conjoncturel de fécondité se maintient au-dessus de 2,6 pendant vingt ans. On a pris l’habitude de qualifier ce fort accroissement de « baby-boom ». Particulièrement fort en Amérique du Nord et en Australie (jusqu'à 3,9 enfants par femme au Canada en 1955-1959), le baby-boom a été observé aussi en Europe de l'Ouest et du Nord.
Le baby-boom a connu deux pointes d’origine distincte : l'une à la fin des années quarante, assez spécifique à la France, résultant de la forte nuptialité de 1946 et 1947 et du retour dans leur foyer des hommes mariés mobilisés et l'autre dans la première moitié des années soixante, consécutive à la précocité croissante des mariages.
Le niveau de la fécondité s’élève brusquement au cours du premier trimestre 1946, l’indice bondissant de 2,4 à 3,1 enfants par femme entre décembre 1945 et mars 1946. Il conserve ce niveau jusqu’en 1950. La fécondité est alors comparable à celle de la fin du XIXe siècle (1891-1895). Elle baisse dans les années cinquante car la récupération des naissances ajournées pendant la guerre est terminée. L'ICF remonte ensuite de 1956 à 1964, où il atteint 2,9 enfants par femme.
On peut fixer la fin du baby-boom en 1972 (dernière année où l’ICF se situe au-dessus de 2,40 enfants par femme), voire en 1964 (année après laquelle il diminue rapidement dans l’ensemble de l’Europe). Entre 1965 et 1975, l'ICF passe de 2,85 enfants par femme à 1,93. La chute est d’abord modérée jusqu’en 1970 où l’ICF s’élève à 2,5 enfants par femme. Après une pause en 1971, la chute s’accélère jusqu’en 1976 : l’ICF baisse d’un quart en cinq ans. Cette chute rapide de la fécondité du moment s’inscrit alors dans un changement des comportements familiaux plus global (hausse des naissances hors mariage, hausse des divorces, recul de l’âge moyen au moment du mariage et à la naissance du premier enfant) et s’observe dans de nombreux pays occidentaux. Elle se manifeste notamment par le maintien durable d’un régime de fécondité sous le seuil de renouvellement des populations, que les démographes Ron Lesthaeghe et Dirk Van de Kaa ont nommé la « seconde transition démographique »,.

#### Stabilité puis remontée de l'indicateur conjoncturel de fécondité de 1976 à 2000
De 1976 à 1980, l’indicateur conjoncturel de fécondité semble stabilisé, au moins à l’échelle du siècle. Il augmente de 1980 à 1982 du fait de la hausse momentanée des naissances de deuxièmes, troisièmes et quatrièmes enfants. Il diminue dans la première moitié des années quatre-vingt-dix (1,66 enfant par femme en 1993 et 1994) et se relève les années suivantes (1,89 en 2000).

### Fécondité auXXIesiècle

Indicateurs conjoncturels de fécondité - période 1994-2023.

#### Hausse de l'ICF de 1,89 enfant par femme en 2000 à 2,03 en 2010 ....
L'indicateur conjoncturel de fécondité atteint son plus haut niveau en France depuis la fin du baby-boom en 2010, avec 2,03 enfants par femme. Cette hausse est liée à l’évolution des comportements à la fois chez les mères auparavant sans enfant et chez celles décidant d’agrandir leur foyer au-delà de deux enfants. La progression de la fécondité est imputable en totalité aux femmes de plus de 30 ans, et surtout à celles de 35 ans ou plus. Si la fécondité était restée la même depuis dix ans, seuls 776 000 bébés seraient nés en 2010, soit 50 000 de moins que les naissances réellement constatées. Inversement, le vieillissement de la population a un effet défavorable sur le nombre d’enfants à naître : si le nombre de femmes d’âge fécond avait été aussi élevé en 2010 qu’en 2000, il y aurait eu environ 30 000 naissances de plus.

#### ... suivie d'une baisse de 2,03 enfants par femme en 2010 à 1,68 en 2023
En 2024, l’indicateur conjoncturel de fécondité (ICF) s’établit à 1,62 enfant par femme, en forte baisse, après 1,79 en 2022, au plus bas depuis 1993-1994.

### Indice de fécondité en régions
Comme à l’échelle nationale, l’indicateur conjoncturel de fécondité diminue chaque année depuis 2010 dans la quasi-totalité des régions. La baisse a été maximum dans l'ancienne région Poitou-Charentes et le Nord-Pas-de-Calais (– 12,4 %) et minimum en Paca (– 4,4 %). L’ICF augmente dans seulement quatre régions, toutes situées en outre-mer : La Réunion (+ 0,4 %), Mayotte (+ 6,0 %), Guyane (+ 8,2 %) et Guadeloupe (+ 9,4 %). Dans ces régions, la particularité des flux migratoires entrants et sortants, notamment du point de vue du niveau scolaire, expliquent en partie ces augmentations : émigration d’une population plus diplômée et immigration d’une population moins diplômée.

### Comparaison européenne
En 2022, en Europe, l'indicateur conjoncturel de fécondité est de 1,46 enfant par femme. La France a alors le deuxième ICF le plus élevé d'Europe, avec 1,79 enfant, derrière la Géorgie. En 2024, il n'est plus que de 1,62.

Indice conjoncturel de fécondité par pays en Europe en 2021.

## Descendance finale
La descendance finale est le nombre moyen d’enfants des femmes (hommes) appartenant à une même génération lorsqu’elles (ils) parviennent en fin de vie féconde (de 15 à 50 ans pour les femmes et de 18 à 60 ans pour les hommes), en ne tenant pas compte de leur mortalité. C'est la somme des taux de fécondité par âge d'une génération. Cet indicateur, beaucoup moins médiatisé que l’indicateur conjoncturel de fécondité, est pourtant plus représentatif que ce dernier qui est en fait une photographie sur laquelle on a mis sur le même plan des mères de générations qui n’ont rien à voir, de 18 à 45 ans, nées à des époques très différentes et qu’il serait d’ailleurs plus logique de qualifier « d’espérance de fécondité », comme l’espérance de vie humaine.
En 2019, les femmes de la génération 1969, ayant atteint l’âge de 50 ans, sont les plus jeunes pour lesquelles il est possible d’observer la descendance finale. Ces femmes nées en 1969 ont eu en moyenne 2,00 enfants au cours de leur vie et n'en auront quasiment plus d’autres. Au cours du XXe siècle, la génération 1928 est celle qui a eu la descendance finale la plus élevée, avec une moyenne de 2,65 enfants par femme. La descendance finale des femmes a tendance à diminuer depuis, au fil des générations. Les femmes ont des enfants de plus en plus tard. Ainsi, la descendance des femmes à 30 ans baisse depuis 1967 alors que celle à 40 ans remonte pour les dernières générations ayant atteint cet âge. La descendance finale des femmes devrait ainsi repartir à la hausse dans les prochaines années et rester supérieure à 2,00 enfants par femme pour les générations nées dans les années 1970.

## Naissances et fécondité féminine selon la situation des parents

### Âge moyen de la mère à l’accouchement

#### Tous rangs de naissance confondus: baisse de29,4 ansen 1901 à26,5 ansen 1977...
La tendance séculaire au rajeunissement de la fécondité s’est prolongée jusqu’au milieu des années soixante-dix. L’âge moyen à l’accouchement, tous rangs de naissance confondus, (calculé à partir des taux de natalité) est passé de 29,4 ans en 1901 à 26,5 ans en 1977, soit une baisse de 2,9 ans. À partir de 1977, un brusque renversement de tendance relève l’âge moyen et, en une vingtaine d’années, le ramène au même niveau qu’au début du siècle.
Lors de la Première Guerre mondiale, l’âge moyen des mères augmente rapidement et dépasse 30 ans de 1916 à 1919 - niveau le plus haut du siècle. Il redescend dès 1921 à son niveau de 1914. Il rajeunit à nouveau de 1924 à 1936. Il se stabilise ensuite à 27,9 ans jusqu’en 1939, pendant que la fécondité remonte légèrement. L’âge moyen des mères s’élève plus modérément pendant la Seconde Guerre mondiale que pendant la Première et continue à monter après la Libération : il est de 28,8 ans en 1946. En effet, le début du baby-boom correspond à un vieillissement du calendrier : la fécondité s’accroît à tous les âges entre 19 et 47 ans inclus par rapport à 1939, mais proportionnellement plus dans la trentaine. L’âge moyen diminue dès 1947, et le niveau de 1939 est retrouvé en 1955. La baisse de la fécondité à partir de 1965 porte d’abord sur tous les âges dans les mêmes proportions, d’où une courte phase de stabilité jusqu'en 1969. Le rajeunissement est rapide de 1970 à 1977.

#### ... Remontée à partir de 1977...
Puis, alors que l’intensité de la fécondité ne varie plus guère, une remontée régulière relève l’âge moyen à 29,3 ans en 1999, soit une augmentation d’un peu plus d’un mois et demi par an. L’âge moyen au premier enfant, de plus en plus tardif, atteint des niveaux inédits à la fin du XXe siècle.
Le vieillissement de l'âge moyen des mères depuis 1977 découle du retard de l’âge des mères à la naissance du premier enfant. Ce retard est consécutif à des mises en couple plus tardives, mais aussi à l’allongement des études, à la fréquence accrue de l’activité professionnelle des femmes et sans doute à la croissance du chômage.
Les femmes nées entre 1940 et 1945 ont été les mères les plus précoces du siècle. Elles ont eu leurs enfants à 26,1 ans en moyenne, contre 28,4 ans pour les femmes nées en 1920. À 25 ans, deux sur trois avaient déjà un enfant. En moyenne, elles ont eu leur premier enfant à 24,0 ans et le dernier à 29,0 ans contre 24,9 et 31,5 ans pour les femmes nées en 1920 : les naissances ont eu tendance à se rapprocher en même temps que les familles nombreuses se raréfiaient. La baisse de l’âge moyen à la maternité s’explique pour moitié par la précocité accrue des premières naissances et pour moitié par la raréfaction des familles nombreuses. Le mouvement s’inverse pour les femmes nées après 1945 : elles ont leurs enfants plus tardivement, et le retard des premières naissances explique à lui seul l’augmentation de l’âge moyen à la maternité.

#### ...XXIesiècle: de 29,3 en 2000 à31,1 ansen 2024

Graphique de l'âge moyen de la mère à l'accouchement - période 1994-2023.

L’âge moyen à l’accouchement passe de 29,3 ans en 2000, puis à 29,9 en 2010, à 30,8 en 2020 et à 31,0 ans en 2023. Les femmes les plus fécondes sont celles de 25 à 34 ans.

#### Âge moyen de la mère à l’accouchement du1erenfant
En France métropolitaine, l’âge moyen auquel les femmes accouchent de leur premier enfant augmente depuis 1977 et atteint 28,1 ans en 2010. C’est quatre ans plus tard qu’en 1967, où les femmes devenaient mères à 24,2 ans.
Des années 1960 au milieu des années 1970, l’âge au premier bébé a d’abord légèrement diminué. Sa croissance a ensuite été rapide jusqu’à la fin des années 1990, favorisée par le développement de la contraception et l’accès à l’interruption volontaire de grossesse : ces évolutions ont permis aux femmes de mieux maîtriser le calendrier des naissances de leurs enfants. La hausse s’est ensuite poursuivie mais à un rythme ralenti. Plusieurs facteurs peuvent expliquer que l’arrivée du premier enfant continue d’être plus tardive. Dans un premier temps, la généralisation des études, et notamment des études supérieures pour les femmes, joue sans doute un rôle important. La place croissante des femmes sur le marché du travail et leur souci d’avoir un travail stable avant de fonder une famille entre certainement également en jeu, de même que la volonté croissante de vivre un certain temps à deux.
Cet âge moyen au 1er enfant continue de croître et est de 29,1 ans en 2021. Il est de 31,5 ans pour le deuxième enfant (26,8 en 1967) et de 32,9 pour le troisième (28,9 en 1967). L’écart entre l’âge moyen des femmes donnant naissance à un 2e enfant et celles donnant naissance à un 3e enfant est passé de 2,1 ans en 1981 à 1,4 an en 2021.

### Nombre d’enfants à divers âges par génération

Nombre d’enfants à divers âges par génération.

### Naissances hors mariage

#### Naissances légitimes, naissances hors mariage
C’est le statut matrimonial légal de la mère au moment de la naissance qui définit la qualité juridique de l’enfant. Ainsi, on qualifie de « légitimes » les naissances provenant de mères qui sont mariées au moment de l’accouchement, et de «naturelles», « illégitimes » ou « hors mariage » les naissances provenant des mères qui ne sont pas mariées au moment de l’accouchement. Parmi les naissances légitimes figurent les conceptions prénuptiales et parmi les naissances hors mariage figurent des naissances d’enfants qui seront ultérieurement légitimés par le mariage des parents. Une part - croissante - d'enfants nés hors mariage viennent au monde au sein de couples stables et sont reconnus par leur père, ce qui enlève à leur naissance le caractère « illégitime » qui servait traditionnellement à les normer.

#### Le mariage, cadre normal de la fécondité pendant tes trois quarts du XXe siècle

Naissances en France métropolitaine selon la situation matrimoniale des parents.

Un enfant sur dix naissait hors mariage avant 1980. Pendant les deux premiers tiers du XXe siècle, la proportion de naissances hors mariage reste stable et marginale. Son évolution va même dans le sens d’une légère baisse : 6 % des naissances à la veille de la Seconde Guerre mondiale, puis à nouveau de 1955 à 1968. La fréquence des naissances hors mariage augmente pendant les années de conflit, notamment au cours de la Première Guerre mondiale. Elle atteint 14% de 1916 à 1918, car proportionnellement, la fécondité des femmes mariées baisse davantage que celles des non mariées.
Après 1965, les naissances hors mariage deviennent de plus en plus fréquentes. Après une pause de 1974 à 1977, leur part s’élève rapidement : 10 % des naissances en 1979, un peu plus de 20 % en 1986, 30 % en 1990, 40 % en 1997.

#### Augmentation continue des naissances hors mariage depuis 1977
Le nombre de naissances hors mariage, qui franchit la barre des 100 000 en 1981, s’élève à 311 000 en 1999 pour la France métropolitaine. Pendant la même période, le nombre de naissances légitimes passe de 700 000 à moins de 435 000. Le taux dépasse 20 % en 1986, 40 % en 1997, puis 60 % en 2017. En 2022, ces valeurs passent respectivement à 63,9 % (438 977 naissances hors mariage) et 36,1 % (247 587 naissances dans le mariage).

#### Davantage de naissances hors mariage dans les Drom et l’Ouest de la France
Les naissances hors mariage sont les plus fréquentes dans les départements et régions d’outre-mer (Drom). En 2017, neuf naissances sur dix étaient des naissances hors mariage en Guyane et à Mayotte. En Guadeloupe, en Martinique et à La Réunion, c’est le cas d’environ huit naissances sur dix. En France métropolitaine, c’est à l’Ouest que les naissances hors mariage sont les plus fréquentes : 69,0 % en Bretagne et 67,8 % en Nouvelle-Aquitaine.
À l’inverse, les naissances hors mariage sont plus rares, et non majoritaires, en Île-de-France : 40,4 % dans les Hauts-de-Seine, 43,7 % en Seine-Saint-Denis, 46,7 % dans le Val-de-Marne et 47,0 % à Paris. Bien que légèrement majoritaires, les naissances hors mariage sont moins fréquentes à l’Est que dans le reste du pays. C’est le cas en particulier dans les départements frontaliers de l’Allemagne et de la Suisse.

### Natalité et fécondité selon le lieu de naissance des parents
Un immigré est une personne née étrangère à l’étranger et résidant habituellement en France. Si elle acquiert la nationalité française après son arrivée, elle continue de compter parmi les immigrées. Les personnes nées Françaises à l’étranger et vivant en France ne sont donc pas comptabilisées. Selon cette définition recommandée par les Nations unies, les femmes nées françaises à l’étranger de parents expatriés ne sont pas immigrées. Elles le sont, en revanche, dans les statistiques d’Eurostat pour lequel un immigré est une personne née à l’étranger quelle que soit sa nationalité à la naissance.

#### Forte progression des naissances issues de parents immigrés…
|                                    | 1998 | 2022 |
| ---------------------------------- | ---- | ---- |
| Deux parents nés en France         | 77 % | 68 % |
| Au moins un parent né à l'étranger | 23 % | 32 % |

Le recensement de la France indique qu’en 1998 près d’une naissance sur quatre (23 %) était issue d’au moins un parent immigré (soit 177 176 sur 767 906) : 14 % étaient issues d’un parent né en France et l’autre né à l’étranger (105740 ) et 9 % étaient issues de deux parents nés à l'étranger (72 006). Ces proportions passent à 32 % en 2022 (235 024 sur 725 997) : 15 % étaient issues d’un parent né en France et l’autre né à l’étranger et 17,4 % issues de deux parents nés à l'étranger. La contribution des parents immigrés à la natalité de la France progresse donc et mérite d’être soulignée,.
Si le champ des données est restreint à la France métropolitaine, les taux pour l'année 2022 sont similaires à ceux de la France entière, à savoir de 14,7 % des naissances issues d’un parent né en France et l’autre né à l’étranger et 17,1 % issues de deux parents étrangers.
Les deux graphiques suivants représentent l'évolution annuelle de ces indicateurs. Le premier est une représentation linéaire permettant de voir que le nombre taux de naissances issues de deux parents étrangers dépasse entre 2013 et 2015 celui des naissances issues d’un parent né en France et l’autre né à l’étranger. Le deuxième est en barres empilées.

Évolution 1998-2022 (France entière)
Représentation linéaire.
Représentation en barres empilées.

#### … mais apport très marginal des mères immigrées à la fécondité française (+ 0,1)
Les femmes immigrées font plus d'enfants que les femmes nées en France, selon une publication de l'Ined d'août 2019, mais ces mères étant minoritaires dans la population nationale, l'impact sur la fécondité française est faible,. En 2017, la fécondité a reculé chez les femmes immigrées comme chez les femmes natives, mais la fécondité des immigrées varie selon le pays de naissance, les femmes originaires du Maghreb ayant le taux de fécondité le plus élevé.
Les mères immigrées ne représentant en 2017 que 12 % des femmes en âge d'avoir des enfants, l'écart de fécondité de 0,8 enfant ne concernait donc qu'une minorité. Selon l'Ined, la contribution des mères immigrées au taux de fécondité national n'est que de 0,1, le faisant passer de 1,8 à 1,9 enfant par femme, un apport très marginal donc.

#### Répartition selon le pays d'origine de la mère
Chaque année, l'Insee publie les données définitives sur les naissances de l'année précédente et en série longue, tirées de l'exploitation des fichiers d'état civil, au niveau national et par département et région. Pour l'année 2022, les naissances vivantes selon le pays de naissance de la mère sont présentées dans le tableau suivant.
En nombre de naissances les quatre pays arrivant en tête sont l'Algérie (24 347), le Maroc (20 587), les Comores (10 814) et la Tunisie (9 501). Il s'agit donc de trois pays du Maghreb et des Comores en lien direct avec la cas particulier de Mayotte. La maternité de Mamoudzou est aujourd’hui la première maternité de France et d’Europe, en nombre de naissances par année. Sur les 10 610 naissances enregistrées en 2021, 7 400 concernent des mères de nationalité comorienne, 2 580 de mères françaises, 535 des mères malgaches, et 85 des mères d’autres nationalités. La moitié des enfants sont nés d’un père de nationalité étrangère, principalement comorienne. La fécondité des mères nées à l’étranger et résidant à Mayotte est de 6 enfants par femme, contre 3,5 enfants par femme pour les mères nées à Mayotte.
| Continent   | Pays                              | Naissances | Taux par pays (%) | Taux par continent (%) |
| ----------- | --------------------------------- | ---------- | ----------------- | ---------------------- |
| Europe      | France                            | 549 210    | 75,6              | 79                     |
| Europe      | Espagne ou Italie                 | 3 641      | 0,5               | 79                     |
| Europe      | Portugal                          | 3 873      | 0,5               | 79                     |
| Europe      | Roumanie                          | 4 877      | 0,7               | 79                     |
| Europe      | Autres pays d'Europe hors ex-URSS | 12 202     | 1,7               | 79                     |
| Afrique     | Algérie                           | 24 347     | 3,4               | 15,6                   |
| Afrique     | Maroc                             | 20 587     | 2,8               | 15,6                   |
| Afrique     | Tunisie                           | 9 501      | 1,3               | 15,6                   |
| Afrique     | Sénégal                           | 5 256      | 0,7               | 15,6                   |
| Afrique     | Côte d'Ivoire                     | 7 658      | 1,1               | 15,6                   |
| Afrique     | Comores (a)                       | 10 814     | 1,5               | 15,6                   |
| Afrique     | Autres pays d'Afrique (a)         | 34 827     | 4,8               | 15,6                   |
| Asie        | Turquie                           | 4 398      | 0,6               | 2,6                    |
| Asie        | Chine                             | 1 804      | 0,2               | 2,6                    |
| Asie        | Autres pays d'Asie hors ex-URSS   | 12 345     | 1,7               | 2,6                    |
| Autres pays |                                   | 20 657     | 2,8               | 2,8                    |
| Total       |                                   | 725 997    |                   |                        |

### Natalité et fécondité selon la nationalité des parents
|                             | 1998 | 2022 |
| --------------------------- | ---- | ---- |
| Deux parents français       | 85 % | 74 % |
| Au moins un parent étranger | 15 % | 26 % |

En 1998, 15 % des naissances étaient issues d’au moins un parent étranger (soit 655 856 sur 767 906) : 8 % étaient issues d’un parent français et l’autre né à l’étranger (61 295) et 7 % étaient issues de deux parents étrangers (50 755). Ces proportions passent à 26 % en 2022 (50 842 sur 537 595) : 14 % étaient issues d’un parent français et l’autre étranger et 12 % issues de deux parents étrangers. La contribution des parents immigrés à la natalité de la France progresse donc et mérite d’être soulignée.

### Fécondité selon le niveau de vie des parents
Des niveaux de fécondité selon le niveau de vie ont été publiés pour la première fois en 2020. Une nouvelle exploitation plus complète a permis d’approfondir et de réviser ces premiers résultats publiés. Il en ressort qu'en France, les femmes les plus modestes et les plus aisées sont celles qui ont le plus d’enfants. Si elles avaient durant toute leur vie la fécondité des années 2012 à 2017 par âge et rang de naissance et la même position dans l’échelle des niveaux de vie, les 10 % de femmes les plus modestes et les 10 % les plus aisées auraient en moyenne respectivement 2,3 et 2,0 enfants. Les femmes vivant dans des ménages de revenu intermédiaire sont plus souvent sans ou avec un seul enfant qu’aux deux extrémités de la distribution des niveaux de vie. Les plus aisées ont en moyenne leur premier enfant plus tardivement (30,0 ans, contre 26,9 ans pour les plus modestes).
Entre 2014 et 2019, la baisse de la fécondité a concerné tous les niveaux de vie. Elle s’est accompagnée d’une légère hausse des âges à l’accouchement et de la part de femmes sans enfant, tandis que la part des familles nombreuses a diminué légèrement. Ces deux dernières évolutions sont plus marquées pour les femmes de niveau de vie intermédiaire.

### Accouchements sous X
La France est le seul pays occidental, hormis le Luxembourg, l’Italie et la République tchèque, où la loi autorise les femmes à demander le secret de leur accouchement et de leur identité sur l’acte de naissance de l’enfant. Elle n’est jamais contrainte de donner son nom, d’où l’expression « sous X » apparue lorsqu'un « X » remplaçait le nom de la mère dans le dossier de l’enfant.
Les accouchements sous X concernent peu de femmes. Selon le rapport de 2016 de l’Observatoire national de l'enfance en danger (ONED), le nombre de naissances sous le secret était de 625 en 2014, 640 en 2013 et 700 en 2010. Ces 625 naissances représentent un taux de 76,5 naissances sous le secret pour 100 000 naissances vivantes, soit moins d’une naissance pour mille.

## Indicateurs pour le père
La démographie ne rapporte pas habituellement les naissances aux hommes, qui n'accouchent pas. Mais si l'étude d'une fécondité masculine présente des limites, elle n’en apporte pas moins un éclairage sociologique intéressant. Une partie des données sur le père manquent pour les naissances hors mariage, notamment quand la mère est adolescente.

### Nombre d'enfants  par homme
Le nombre d'enfants par homme diffère souvent du nombre d'enfants par femme au XXe siècle, ce qui est lié aux différences d'effectifs de chaque sexe aux âges de procréation. L’indicateur conjoncturel de fécondité des hommes est supérieur a celui des femmes avant 1935 et à la Libération. Il lui devient inférieur vers 1960 et comparable dans le dernier tiers du siècle. La descendance moyenne des hommes est minimale dans les générations nées en 1890 et 1891, maximale pour celle née en 1922.

### Fécondité masculine
Comme pour les femmes, c’est à 25-29 ans que la fécondité masculine atteint son niveau maximum ; avant 1921 et depuis 1993, toutefois, elle est plus forte à 30-34 ans. Elle est presque toujours plus importante à 50 ans ou plus qu’avant 20 ans.

### Âge moyen du père à la naissance des enfants
L’âge moyen des hommes à la naissance des enfants suit une évolution analogue à celui des femmes, mais lui reste toujours supérieur. Toutefois, l’écart d'âges entre parents s’est réduit au cours du XXe siècle, passant de cinq à trois ans. À la fin des années 1940, ces âges étaient respectivement de 28,4 ans et 31,7 ans. L’âge moyen à la naissance des enfants avait baissé dans les années 1970 : il était de 26,5 ans pour les femmes et 29,5 ans pour les hommes.

## Contraception et IVG

### Contraception

#### De l’interdiction de 1920 à l’autorisation de 1967 avec la loi Neuwirth
Au cours du XVIIIe siècle, les comportements procréatifs changent en France. Les couples cherchent à maîtriser leur descendance et pour ce faire ils ont massivement recours au retrait. La baisse de la natalité, observée par les contemporains inquiète puisque ce n’est pas le cas dans les pays limitrophes. La défaite de 1871 face à la Prusse, puis la Première Guerre mondiale donnent davantage de poids aux discours natalistes qui préconisent de « repeupler » la France. Cette peur de la « dépopulation française » connaît son apogée le 31 juillet 1920, lorsque le Parlement adopte une loi interdisant la propagande et la vente des procédés anticonceptionnels. Cette interdiction n'est levée qu'avec la loi Neuwirth du 19 décembre 1967 qui, en réponse à une forte mobilisation du Mouvement français pour le planning familial, autorise la vente et l’usage des méthodes de contraception en France.

#### Méthodes utilisées
Le paysage contraceptif français change peu à peu à partir de 1967. Alors que les femmes les plus âgées restent fidèles au retrait, les nouvelles générations se tournent massivement vers la pilule et le dispositif intra-utérin (DIU), méthodes par ailleurs soumises à prescription médicale. Les arrangements contraceptifs sortent du cadre privé et intime pour être discutés en cabinet médical. L’épidémie du VIH, survenue dans les années 1980, complexifie le modèle contraceptif français déjà centré sur la pilule en légitimant le recours au préservatif masculin en début de vie sexuelle et lors des rapports avec un nouveau ou une nouvelle partenaire. Dans les années 2000, on assiste à une diversification de l’offre des méthodes hormonales à destination des femmes. Patch, anneau et implant font leur apparition sur le marché contraceptif français. Considérés comme des alternatives à la pilule dont la prise quotidienne peut être perçue comme contraignante, ils ne représentent cependant, en 2010, que 5 % du recours contraceptif,.

### Interruptions volontaires de grossesses (IVG)
En 2022, 234 300 interruptions volontaires de grossesse (IVG) ont été enregistrées en France, dont 218 400 concernent des femmes résidant en France métropolitaine.

## Infertilité, stérilité et PMA

### Infertilité et stérilité
La fertilité est la possibilité éventuelle pour un homme ou une femme d'avoir un enfant. Elle est une condition de la fécondité et de la natalité. On parle d'infertilité lorsqu'une grossesse n'est pas obtenue après 12 à 24 mois de rapports sexuels réguliers et sans contraception (comprendre l'infertilité). Elle ne doit pas être confondue avec la stérilité qui désigne l'incapacité totale d'avoir un enfant. La stérilité est quant à elle un état d’infertilité jugée définitive et totale, à savoir l'incapacité physiologique de concevoir naturellement, de porter ou d'accoucher une progéniture saine ou viable.
L’infertilité touche un nombre croissant d’hommes et de femmes dans les pays industrialisés. Un rapport, publié en février 2022 à la demande d’Olivier Véran et Adrien Taquet, confirme cette tendance et alerte sur le fait que « l’infertilité ne cesse d’augmenter en France de façon particulièrement inquiétante, notamment au cours des vingt dernières années ». Selon ce rapport, un couple sur quatre est touché par l'infertilité et près de 3,3 millions de personnes sont touchées par l’infertilité. Plusieurs causes sont avancées,, :
- recul de l'âge de la maternité en lien avec des facteurs sociétaux (contraception, déclin du désir d'enfant, crise économique, notamment) ;
- causes médicales (pathologies comme l'endométriose, par exemple) ;
- facteurs environnementaux (perturbateurs endocriniens, pollution atmosphérique, modes de vie).

### Procréation médicalement assistée
Pour un article plus général, voir procréation médicalement assistée.
En France, il y a, en 2009, 119 649 tentatives d'AMP par an, dont 54 179 inséminations artificielles et 65 413 cycles de fécondation in vitro (FIV, ICSI et TEC) par an. 3 % de ces fécondations in vitro sont réalisées avec les gamètes d'un donneur. 238 000 embryons sont conçus par an dans le cadre de l'AMP ; ils sont par la suite soit implantés, soit congelés, soit détruits. Ils donnent lieu à 7 350 accouchements (soit un peu moins de 1 % des naissances).
158 826 tentatives d’AMP ont été recensées en 2022 (+ 0,4 % par rapport à 2019). Au total près de 27 000 enfants sont nés d’une AMP réalisée au cours de cette année, dont 7 % d’enfants issus d’un don (près de 1 920 enfants).

## Collecte et traitement des données de naissance
En France, les données sur les naissances sont collectées à travers un processus officiel et structuré, encadré par les autorités publiques. En résumé, elles sont collectées à partir de la déclaration officielle en mairie, transmises par les communes à l'Insee pour des fins statistiques, et complétées par des informations médicales à des fins de santé publique et de recherche. Les principales étapes sont les suivantes.

### État civil

#### Déclaration de naissance à la mairie
La première étape de la collecte de données commence au moment où une naissance est déclarée. En France, la déclaration de naissance est une obligation légale qui doit être faite dans les cinq jours suivant la naissance de l'enfant, auprès de la mairie du lieu de naissance. Généralement, c'est l'un des parents ou, à défaut, un représentant légal qui effectue cette démarche. Lors de cette déclaration, un acte de naissance est établi par l'officier d'état civil, qui contient des informations telles que : le prénom et le nom de l'enfant, le sexe de l'enfant, la date, l'heure, et le lieu de naissance, les noms, prénoms et professions des parents,.
L'acte de naissance fait partie du registre national d'état civil. Les précurseurs de ces registres d'état civil sont les registres paroissiaux, dans lesquels les représentants de l'Église notent les baptêmes, mariages et sépultures concernant leur paroisse. Parmi les plus anciens registres retrouvés en France, on peut citer celui de Givry, en Saône-et-Loire, qui débute à l'année 1303, bien qu'il serve aussi de livre de compte.

#### Transmission aux services de l'Insee et traitement
Après la déclaration, les informations collectées par l'état civil sont transmises par les communes à l'Institut national de la statistique et des études économiques (Insee), en application du décret no 82-103 du 22 janvier 1982, au travers de trois documents :
- les bulletins de naissance de façon quotidienne ;
- les bulletins de décès toutes les semaines ;
- les bulletins de mariage et d'enfants avec mention en marge « sans vie » mensuellement.

Les bulletins d’état civil ont été modifiés au 1er janvier 2023 afin de s’adapter aux évolutions du droit et de la société. Ils prennent notamment en compte les changements induits par la loi du 2 août 2021 relative à la loi bioéthique donnant accès à la PMA pour les couples de femmes. Depuis le 1er janvier 2023, seuls ces nouveaux bulletins, disponibles ci-dessous, doivent être utilisés.
L'Insee procède ensuite au codage, c'est-à-dire à la traduction des réponses aux différentes questions des bulletins en données chiffrées, aux contrôles d'exhaustivité des bulletins, ainsi qu'à la vérification de la cohérence des réponses d'un même bulletin entre elles. Ceci permet à l'Insee d'assurer deux missions essentielles :
- la gestion du Répertoire national d'identification des personnes physiques (RNIPP), grâce auquel chaque personne née en France est identifiée une fois et une seule. Ce répertoire alimente lui-même quotidiennement le Répertoire national interrégimes des bénéficiaires de l'assurance maladie (RNIAM) afin de permettre l'attribution immédiate de la carte Vitale aux nouveau-nés ainsi que l'affiliation des personnes à un régime de sécurité sociale et la mise à jour des pensions de retraite ;
- la publication régulière de statistiques sur l'état civil, utiles pour l'analyse de la situation démographique et de son évolution, y compris sur des territoires de petite dimension, tout en respectant, bien sûr, les règles du secret statistique. Cette exploitation statistique fait l’objet d’un traitement de données à caractère personnel.

### Collecte des données médicales
Outre l'acte de naissance, les données médicales liées à la naissance (comme le poids, la santé de la mère et du bébé) sont également collectées via les services hospitaliers. Ces données, anonymisées, sont transmises à des organismes comme l'Institut national de la santé et de la recherche médicale (Inserm ) ou l'Agence de la biomédecine.

### Suivi longitudinal (études de cohortes)
Certaines institutions de recherche, comme l'Inserm, mènent des études de cohortes (groupes de personnes suivies sur le long terme) sur les naissances pour mieux comprendre les effets de différents facteurs sur la santé des enfants et des mères. C'est le cas de l'étude Eden qui concerne le suivi des enfants de 2 002 femmes ayant accouché dans les maternités des CHU de Nancy et de Poitiers entre mai 2003 et juillet 2006 ont été suivis pendant 5 ans. De nouveaux contacts ont également eu lieu à 8 et 10-13 ans et un nouveau suivi est prévu à 16-19 ans. En 2021 Eden rejoint le réseau européen des cohortes de naissances créé cette année.
L'Étude Longitudinale Française depuis l’Enfance (ELFE) est la première étude longitudinale française d’envergure nationale consacrée au suivi de plus de 18 000 enfants nés en France métropolitaine en 2011. Pour la première fois, des chercheurs de diverses disciplines suivent l’histoire des enfants de la naissance à l’âge adulte,.

## Politique familiale

### Histoire
La natalité semble avoir été dans le passé fortement marquée par des facteurs environnementaux (glaciations/épisodes interglaciaires…) puis par les contextes socio-économiques et politiques et surtout par les épisodes de guerre et d'épidémies ou pandémies. Globalement, la population n'a cessé de croître, de la Préhistoire à nos jours, avec une forte accélération démographique dans les derniers siècles (courbe de type exponentielle). La natalité française semble avoir eu des relations complexes avec les religions (catholicisme, protestantisme pour l'essentiel), les contextes familiaux, sanitaires, socio-économiques et politiques, variant selon les époques et encore mal comprises.

#### XIXesiècle
En 1896, une association familiale (l'Alliance nouvelle contre la dépopulation) est créée, qui deviendra l'Alliance nationale pour l'accroissement de la population française, par Jacques Bertillon, André Honnorat, Émile Javal et Charles Richet.
En France, beaucoup s'inquiétaient du déséquilibre croissant entre une Allemagne féconde et menaçante, dont la population s'accroissait, et une France menacée de dépopulation après un siècle de dénatalité.

#### XXesiècle

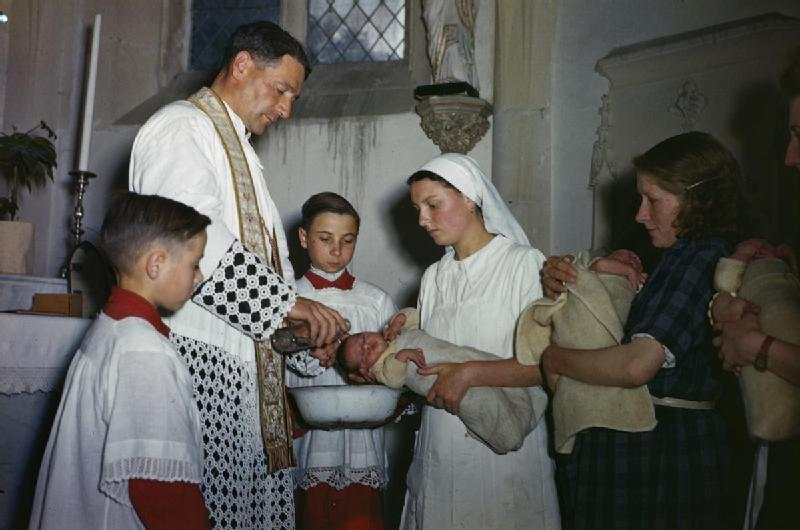
Le 27 juillet 1944, cérémonie de baptême de plusieurs bébés nés à la maternité de la maison maternelle départementale du Calvados, créée en 1927 et installée au château de Bénouville.

Tout au long du XIXe siècle et jusqu'en 1913, l'idée prévalait que les enfants ne pouvaient être qu'à charge de leurs parents, même si ceux-ci les avaient mis imprudemment au monde. La misère des petits n'était que le résultat d'une imprudence des parents. En juillet 1913, une loi sur l'assistance aux familles nombreuses nécessiteuses est promulguée, prévoyant le versement d'une allocation à tout chef de famille d'au moins quatre enfants de moins de 13 ans et ne disposant pas de ressources suffisantes. Cette loi rompait avec la logique précédente et inaugure plus d'un siècle de politiques familiales qui évolueront dans le temps et selon les régions (territoires d'Outre-mer y compris).
À la fin de la Première Guerre mondiale, de premières caisses d'allocations familiales furent créées (en avril 1918). La démographie tend à compenser le grand nombre de morts de la guerre et de la pandémie grippale de 1917, avec d'importantes différences géographiques (effet « familles nombreuses » marqué dans certaines régions, dont nord de la France) ou selon les milieux.
La Seconde Guerre mondiale est suivie d'une nouvelle politique nataliste ; « au nom d’un idéal de puissance nationale, visait à peser au sein de l’État, les associations familiales se sont assuré une représentation légitime ébauchée par Vichy et consacrée à la Libération par la création de l'Union nationale des associations familiales (UNAF). Il s'ensuit, parallèlement à la reconstruction une forte hausse de la natalité dite « baby boom », lui-même suivi d'un « après baby-boom » durant environ 25 ans (stabilité du nombre de naissances et de l'indicateur conjoncturel de fécondité ». Une diminution de la fécondité a été durant cette période enregistrée avant l'âge de 28 ans, compensée par une augmentation de fécondité après 28 ans. Alors que la durée des études scolaires augmente, dans la famille, la première naissance tend à être de plus en plus tardive, de même donc que les naissances suivantes. Pour les femmes nées dans les années 1950, la génération est renouvelée avec 2,1 enfants en moyenne, avec une tendance à la famille à deux enfants, avec un nombre de naissances constant impliquant une hausse de l’ICF, et avec une petite hausse de l'infécondité dans les générations.
En 1938, sous l'impulsion du courant nataliste lié surtout à la droite nationaliste, et d'autre part du courant social lié aux principes de justice sociale de la gauche, se met en place pour la première fois une véritable politique de la famille à objectif principalement « nataliste ». Ceci aboutit l'an suivant (juillet 1939) à la promulgation du Code de la Famille (gouvernement Daladier).
En 1973, la natalité semble diminuer, mais les analyses rétrospectives montreront que cela était en grande partie dû au changement du « calendrier de la fécondité », et en l’occurrence au fait que les femmes font leur premier enfant plus tard.
Trois ans plus tard (1976), les démographes observent en France une stabilisation démographique (fin de la parenthèse du baby-boom). Le nombre de naissances est alors presque stable,. Alors qu'une crise des retraites est régulièrement évoquée (c'est aussi une des suites du baby-boom), l'objectif d'un taux d'accroissement constant reste celui des gouvernants qui se succèdent, en s'appuyant sur divers scénarios de projections démographiques prospectives.
Au début des années 1990, dans le contexte d'une histoire familiale qui évolue (moindre importance du mariage, divorces plus fréquents, familles recomposées, etc.) en s'inscrivant probablement dans un contexte plus général (européen, mondial) de transition démographique et d'une moindre fécondité (délétion de la spermatogenèse, problèmes de santé reproductive), la natalité diminue légèrement, puis réaugmente à partir de 1995, bien que le nombre de personnes en âge d'être parents diminue (phénomène correspondant à l'âge de la première génération née du baby-boom ; ces derniers ont eu en moyenne 2,1 enfants en moyenne par femme).
À la fin des années 1990, la situation nationale reste relativement stable, avec des variations régionales,.

### XXIesiècle
L'effondrement démographique régulièrement prédit ou craint depuis plusieurs siècles par certains n'est pas confirmé dans les dix premières années du siècle. La population française continue de croître, en partie en raison de l'allongement de la durée de vie, des progrès de la médecine de la reproduction et de la fécondité plus élevée des populations immigrées intégrées dans le pays. Cependant la structure et la nature des relations de couple ont beaucoup évolué (moindre vie en couple notamment), et le pays, comme d'autres en Europe, doit se préparer à une phase inéluctable de vieillissement de quelques décennies (conséquence du baby-boom),. Il est difficile d'évaluer l'impact de ces circonstances sur la natalité, notamment dans le contexte des crises économiques, sociales et écologiques qui semblent marquer le début de ce siècle.
Les débats entamés à la suite des mouvements de libération de la femme, de mai 1968 ou défendant les droits des homosexuels, se poursuivent au XXIe siècle, après avoir, concernant la natalité, mieux formalisé dans les années 1990 puis 2000-2010. Ils comprennent des débats récurrents sur la fécondation assistée, l'adoption, la gestation pour autrui, et le mariage homosexuel et sur la possibilité légalement définie d'élever et adopter des enfants pour ces couples, autant d'éléments qui pourraient peut-être modestement influer sur la natalité du pays.
Dans la seconde décennie du XXIe siècle, la natalité s’effondre.

### Mesures actuelles de soutien aux naissances
Notons d'abord que les mesures d'aide à la famille ne font aucune différence entre familles françaises et étrangères résidant en France.
La Prestation d'accueil du jeune enfant (PAJE) a été mise en place en janvier 2004 (gouvernement Jean-Pierre Raffarin) et s'applique aux enfants nés ou adoptés à partir de cette date. Les montants repris ci-après s'entendent à la date du 1er janvier 2007.
Cette prestation comporte :
- La prime à la naissance, versée en une seule fois, au cours du septième mois de grossesse : montant 855,25 € (à partir de janvier 2007). Pour les enfants adoptés, elle est remplacée par la prime à l'adoption. Celle-ci s'élève à 1 710,49 € à partir du 1er août 2005.
- L’allocation de base. D’un montant de 171,06 € par mois, elle est versée à partir de la naissance, jusqu’au troisième anniversaire de l'enfant. Tant la prime à la naissance que l'allocation de base sont versées sous conditions de ressources (plafond de 25 430 € pour une famille avec un enfant, 30 516 € pour deux enfants, 36 619 € pour trois enfants et 6 103 € de plus pour chaque enfant supplémentaire). Ce montant ne se cumule pas : il est fixe, quel que soit le nombre d'enfants de moins de 36 mois (par exemple, un enfant de six mois et un autre de deux ans ne donnent droit qu'à une seule prime de 171,06 euros par mois).
- Le complément de libre choix d’activité : est attribué au cas où le parent cesserait partiellement ou totalement son activité professionnelle pour s'occuper de son enfant, sous condition d'avoir exercé cette activité durant un certain temps. Ce complément est attribuable pendant six mois pour le premier enfant, et jusqu'au troisième anniversaire du plus jeune, au cas où il y a plus d'un enfant. Le montant maximal est de 359,67 € à taux plein (cessation totale d'activité). Ces montants sont majorés pour les ménages n'ayant pas droit à l'allocation de base (530,72 € à taux plein).
- Le complément optionnel de libre choix d'activité (Colca) : Nouveau congé parental d'une durée d'un an maximum attribué pour la naissance ou l'adoption du troisième enfant. Il est entré en vigueur le 1er juillet 2006. Rémunéré 587,90 € par mois pour les personnes bénéficiant de l'allocation de base de la Paje, et 758,95 € par mois dans le cas contraire. La cessation d'activité doit être totale et s'applique au parent ayant travaillé au moins deux ans.
- Le complément de libre choix du mode de garde : Il s'applique aux enfants de moins de six ans nés après le 1er janvier 2004. Il est destiné à compenser les frais de garde des enfants, soit à domicile, soit dans une institution.

La Prestation d'accueil du jeune enfant est une mesure typiquement nataliste en ce sens qu'elle vise la naissance et les premières années de l'enfant et que son importance augmente avec le rang de celui-ci (mesure destinée à multiplier les familles nombreuses).
Autres mesures :
- Allocations familiales
- Complément familial[108]
- Allocation forfaitaire pour familles nombreuses[109]
- Aides au logement
- Quotient familial introduit dès 1945 dans le calcul de l'impôt sur le revenu des personnes physiques.

## Perspectives et prospective sur la natalité en France
La natalité est l'un des indicateur clé des transformations sociétales à venir. En France, il fait l'objet d'une attention particulière de la part des démographes et des prospectivistes, compte tenu de sa dynamique évolutive et de ses implications démographique et économiques.
Après une décennie de baisse continue, le taux de natalité français a atteint un niveau historiquement bas pour le pays (tout en chutant moins que dans d'autres pays européens. En 2023, le nombre de naissances était de 678 000, un chiffre inédit depuis la Seconde Guerre mondiale, plus bas que les années précédentes, avec un indicateur conjoncturel de fécondité s'établissant à 1,59 enfant par femme. C'est une tendance de fond depuis le milieu des années 2010, généralement expliquée par des incertitudes quand à l'avenir : crise économique avec difficultés d'accès au logement, crise de la biodiversité et climatiques en aggravation, sources d'écoanxiété et de solastalgie qui influenceraient les décisions des jeunes générations en matière de parentalité,. 
Les données de l'INSEE et de l'Ined, montrent  une proportion croissante de personnes exprimant le désir de ne pas avoir d'enfants ou d'en avoir moins, mais aussi un allongement de l'âge moyen à la maternité et une augmentation des naissances chez les femmes de plus de 40 ans, compensant partiellement la baisse de la fécondité aux âges plus jeunes.
Les prospectives démographiques, bien que soumises à incertitude, tendent à anticiper une stabilisation de la fécondité à un niveau inférieur au seuil de renouvellement des générations (environ 2,1 enfants par femme). Les politiques publiques actuelles et futures devront s'adapter à ces nouvelles dynamiques, en tenant compte des aspirations individuelles et des contraintes structurelles.